# الوارادو، وراکروز
الوارادو، وراکروز (به اسپانیایی: Alvarado, Veracruz) یک منطقهٔ مسکونی در مکزیک است که در وراکروس واقع شده‌است.

## خصوصیات
الوارادو ۸۴۰ کیلومترمربع مساحت و ۲۲٬۳۳۰ نفر جمعیت دارد و ۱۰ متر بالاتر از سطح دریا واقع شده‌است.